# 孔金蛛
孔金蛛（学名：Argiope perforata）为园蛛科金蛛属的动物。在中国大陆，分布于安徽、浙江、江西、湖南、广西、四川、云南等地。该物种的模式产地在四川。